# Завршє (Трбовлє)
Завршє (словен. Završje) — поселення в общині Трбовлє, Засавський регіон, Словенія. Висота над рівнем моря: 708,3 м.